# 5126 Achaemenides
Az 5126 Achaemenides (ideiglenes jelöléssel 1989 CH2) egy kisbolygó a Naprendszerben. Carolyn Shoemaker fedezte fel 1989. február 1-én.